# D'Artagnan et les Trois Mousquetaires
Pour les articles homonymes, voir D'Artagnan (homonymie) et Les Trois Mousquetaires (homonymie).
Pour plus de détails, voir Fiche technique et Distribution.
D'Artagnan et les Trois Mousquetaires (en russe : Д’Артаньян и три мушкетёра) est un téléfilm soviétique en trois épisodes de Gueorgui Jungwald-Khilkevitch diffusé en 1978.

## Synopsis
Les aventures des célebres héros du roman de Alexandre Dumas.

## Fiche technique
- Réalisation : Gueorgui Jungwald-Khilkevitch
- Scénario : Mark Rozovsky
- D'après l'œuvre d'Alexandre Dumas père, Les Trois Mousquetaires
- Photographie : Aleksandr Polynnikov
- Montage : Tamara Prokopenko
- Décors : Larissa Tokareva
- Costumes : Tatyana Ostrogorskaïa (ru), O. Nenadovich
- Paroles des chansons : Youri Riachentsev (ru)
- Musique : Maxime Dounaïevski
- Format : couleur - Dolby Digital
- Pays d'origine :  Union soviétique
- Langue originale : russe

## Distribution
- Mikhaïl Boyarski - d'Artagnan
- Veniamine Smekhov - Athos
- Valentin Smirnitski - Porthos
- Igor Staryguine - Aramis
- Irina Alfiorova - Constance Bonacieux
- Margarita Terekhova - Milady de Winter
- Oleg Tabakov - Louis XIII
- Alissa Freindlich - Anne d'Autriche
- Alexander Trofimov - Richelieu
- Léonid Kanevski - bourgeois Bonacieux
- Lev Dourov - comte de Tréville
- Vladimir Balon - M. de Jussac